# Testamentum (film)
A Testamentum (eredeti cím: Testament) 1983-ban bemutatott amerikai filmdráma, Carol Amen (1934–1987) háromoldalas Az utolsó testamentum (The Last Testament) című történetén alapul. A filmet Lynne Littman rendezte John Sacret Young forgatókönyve alapján. A főbb szerepekben Jane Alexander, William Devane, Leon Ames, Lukas Haas, Roxana Zal látható és röviddel a világhírnév előtt feltűnik a filmben Kevin Costner és Rebeca De Mornay is.
A "The Day After" című televíziós minisorozat mellett egyike volt azon filmeknek, amelyek egy nukleáris háború utáni életet mutattak be, válaszként az Egyesült Államok és a Szovjetunió között egyre növekvő ellenségeskedésre.
A Testamentumot a kaliforniai Sierra Madre városában forgatták, Los Angeles külvárosában, a San Gabriel völgyben. A filmet eredetileg az American Playhouse című PBS sorozat egyik epizódjának szánták, de a Paramount Pictures végül filmszínházakba küldte – míg a PBS egy évvel később tűzte műsorára.
1983. november 4-én mutatták be az Amerikai Egyesült Államokban. Bemutatásakor a kritikusoktól pozitív véleményeket kapott. Alexandert a filmben nyújtott alakításáért Oscar-díjra jelölték legjobb női főszereplő kategóriában.

## Cselekmény
A Testamentum egy történetet mesél el arról, hogy egy San Francisco-öböl közelében található kisváros hogyan hullik darabokra egy, az Amerikai Egyesült Államokat ért atomtámadás után. A filmben egy kertvárosi közösség, azon belül is a háromgyermekes Wetherly család boldog mindennapjaiba kapunk betekintést.  A férj Tom, felesége Carol és gyermekeik Brad, Mary Liz és Scottie a fiktív, kaliforniai Hamelin külvárosában élnek. Tom, a kenyérkereső, San Franciscóban dolgozik a közelben.
Egy hétköznap délután Carol lejátszik egy hangüzenetet, melyben Tom tájékoztatja, hogy hazafelé tart vacsorára. Scottie a "Szezám utcát" nézi a TV-ben, amikor a műsor hirtelen fehér zajra vált; egy San Francisco-i híradós jelenik meg a képernyőn, aki elmondja, hogy  New Yorkkal megszakadt az összeköttetésük és információik szerint nukleáris robbanás történt, mely érinti a keleti partvonal egészét. A híradóst azonnal megszakítja az Állami Vészjelző Rendszer tájékoztató jelzése. A bejelentő közli, hogy a Fehér Ház utasítására félbeszakítják a műsort, elrendelték a rendkívüli állapotot és, hogy a helyzet válságos. De ekkor a nappali függönyén keresztül egy vakító atomvillanás szűrődik át és a televízió kikapcsol. A család kétségbeesve összebújik a földön, miközben megszólalnak a város légoltami szirénái. Pár perccel később az utcán találkoznak szomszédjaikkal akik a történtek miatt rémültek és zavarodottak. A család próbál nyugodt maradni és remélik, hogy Tom is biztonságban van.
Hamelin külvárosa viszonylag érintetlennek tűnik. A rémült lakók egy idős amatőr rádiós, Henry Abhart otthonában találkoznak. Felvette a kapcsolatot vidéki területek és más államok túlélőivel, de elmondja, hogy az öböl egésze valamint az összes amerikai nagyváros rádió-csendes. Larry, egy helyi fiú, aki elvesztette szüleit, beköltözik a Wetherly családhoz, de a sugárfertőzés miatt életét veszti. Az iskola az "A Hamelini patkányfogó" című darabot próbálta a bombázások előtt; a város kétségbeesetten szeretné visszanyerni a normális életet, ezért úgy döntenek, hogy bemutatják a darabot. A szülők mosolyognak és tapsolnak, többen a könnyeik között. A támadás másnapján a gyerekek észreveszik, hogy a robbanás következtében por ülepedett a szilárd felületekre. A lakosoknak innentől kezdve azzal is meg kell küzdeniük, hogy elveszítik a közszolgáltatásokat, hogy a boltokban elfogyott az élelmiszer, nincs üzemanyag és, hogy a sugárfertőzés miatt elhunynak szeretteik. Egy fiatal pár elhagyja a várost, miután elvesztették csecsemőjüket, remélve, hogy máshol biztonságot és vigasztalást találnak. Scottie az első, aki meghal, és a család a kertben temeti el. Carol az akkumulátor keresése közben újra meghallgatja férje utolsó hangüzenetét. Szomorúságára egy későbbi, addig még nem hallott üzenetet talál Tomtól, a támadás napjáról: úgy döntött, hogy munkája miatt bent marad San Franciscóban. Carol feladja a reményt, hogy férje valaha hazatér. Az elhunytak száma gyorsabban növekszik, mint ahogy a képesek őket eltemetni, ezért később már halotti máglyára vetik őket. Carol ágytakaróból varr temetkezési leplet Mary Liz lányuknak, aki szintén sugárfertőzésben hal meg.
Míg a fiatalok meghalnak, az idősebbek gyors demenciába esnek, és mivel csökken a rendőrök és a tűzoltók száma, a város rendje is kezd megbomlani. Brad, Carol utolsó élő gyermeke, segít anyjának, és átveszi a rádiót Henry Abharttól. Örökbe fogadnak egy értelmi fogyatékos fiút, Hiroshit, akit Tom a gyerekeivel együtt szokott horgászni vinni, miután meghalt Hiroshi apja. Röviddel ezután Carol sugárfertőzés jeleit mutatja. Hogy elkerüljék a sugárfertőzés okozta lassú és fájdalmas halált, Carol úgy dönt, hogy ő, Brad és Hiroshi inkább szén-monoxid mérgezéssel vetnek véget az életüknek. Összegyűlnek a család autójában és zárt garázsajtó mellett jár az autó motorja, de Carol nem tudja véghezvinni a tettet. Végül gyertyafénynél ülve ünneplik Brad születésnapját, egy keksz helyettesíti a tortát. Amikor Brad megkérdezi, mit kívánjanak, Carol így válaszol: "Hogy emlékezzünk mindenre... a jóra és rosszra. Arra ahogy éltünk, hogy nem adtuk fel soha..." Majd elfújják a gyertyát.

## Szereplők
| Szerep            | Színész           | Magyar hang    |
| ----------------- | ----------------- | -------------- |
| Carol Wetherly    | Jane Alexander    | Csere Ágnes    |
| Tom Wetherly      | William Devane    | Mihályi Győző  |
| Brad Wetherly     | Ross Harris       | Előd Álmos     |
| Mary Liz Wetherly | Roxana Zal        |                |
| Scottie Wetherly  | Lukas Haas        | Szalay Csongor |
| Hollis            | Philip Anglim     |                |
| Fania             | Lilia Skala       |                |
| Henry Abhart      | Leon Ames         |                |
| Rosemary Abhart   | Lurene Tuttle     |                |
| Cathy Pitkin      | Rebecca De Mornay |                |
| Phil Pitkin       | Kevin Costner     |                |
| Mike              | Mako              |                |